# جامف

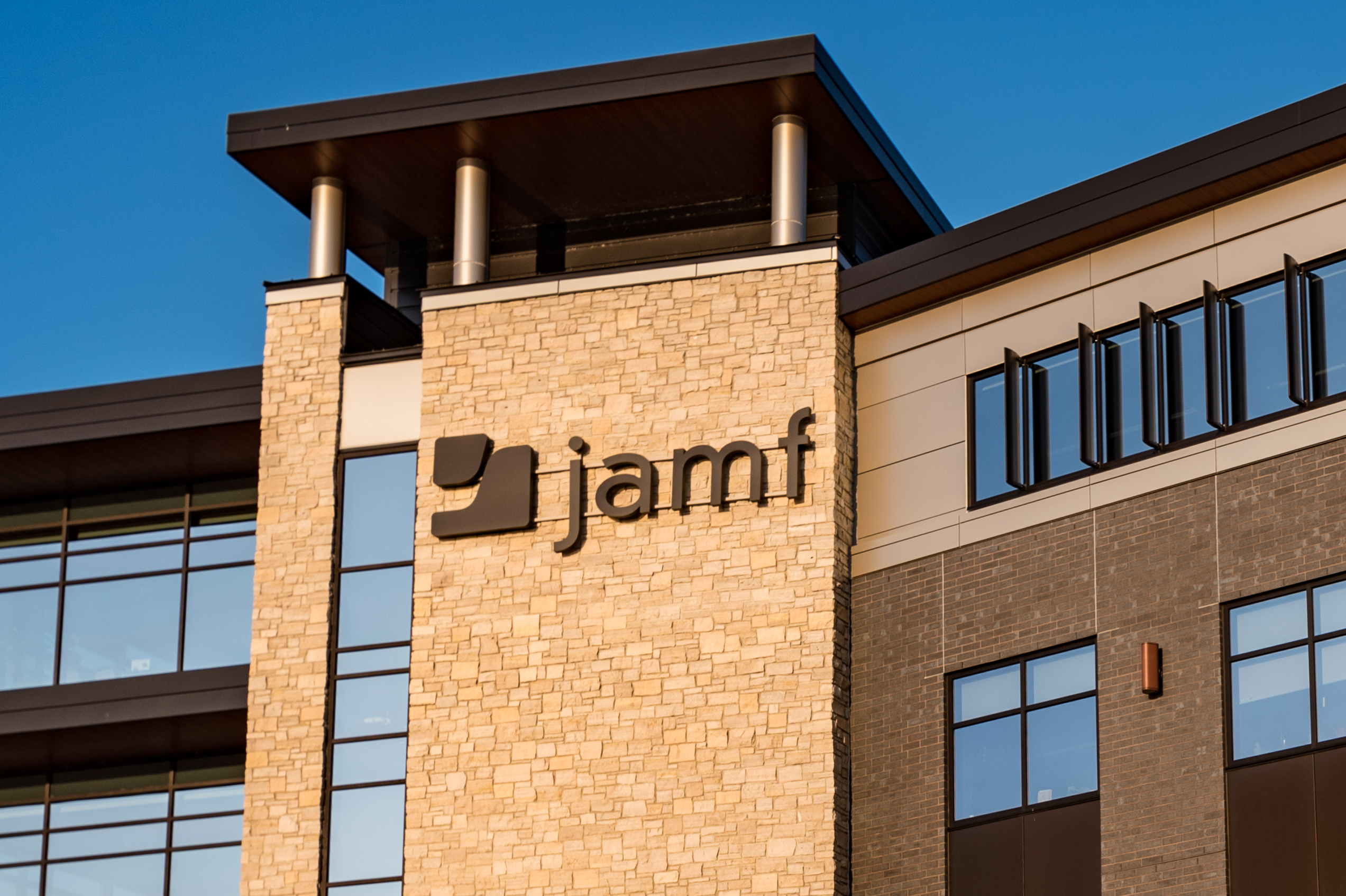
ساختمان اداری شرکت جامف

جامف (انگلیسی: Jamf) شرکت نرم‌افزار آمریکایی است، که در سال ۲۰۰۲ تأسیس شد.